# Сухой январь

Логотип акции

Сухой январь (англ. Dry January) — акция, проводимая в целях охраны общественного здоровья, призывающая людей воздерживаться от употребления алкоголя в течение января, практикуемая особенно в Великобритании.
Современный месячник за трезвость возник совсем недавно, скорее всего в 2013 году. Однако ещё в 1942 году правительство Финляндии вводило аналогичный «Трезвый Январь» в рамках военной кампании. Торговая марка «Сухой январь» была зарегистрирована в середине 2013 года.
Январь был выбран не случайно: пик потребления алкоголя приходится на Рождество и Новый год. После праздников в течение месяца организм восстанавливается и удаётся, по замыслу организаторов, избежать многих ненужных проблем со здоровьем.
Опрос показал, что у 71% участвовавших в мероприятии улучшился сон, 67% почувствовали в себе больше энергии, 58% уменьшили вес и 57% улучшили внимание.
Кампанию также внедряют в других странах местные организации. Например, по мнению французов, таким образом в стране можно избежать 41 тысяч «лишних» смертей. Однако ряд французских виноделов считают месячник атакой на национальные традиции и экстремизмом.